# Simeon van Saksen-Coburg en Gotha
Simeon van Saksen-Coburg en Gotha-(Koháry) (Bulgaars: Симеон Борисов Сакскобургготски) (Sofia, 16 juni 1937) was van 1943 tot 1946 als Simeon II de laatste koning (tsaar) van Bulgarije en van 2001 tot 2005 als Simeon Borisov Sakskoboerggotski premier van dat land. Hij is een van de twee vorsten in de geschiedenis die na te zijn afgezet op democratische wijze weer politieke macht kreeg (de ander is Norodom Sihanouk).

## Jeugd en koningschap
Simeon werd geboren als zoon van tsaar Boris III en Johanna van Savoye, dochter van Victor Emanuel III van Italië. Hij werd gedoopt met water uit de Jordaan dat speciaal door de luchtmacht naar Bulgarije was overgevlogen. Na de plotselinge dood van zijn vader in 1943 besteeg hij op zesjarige leeftijd de troon onder regentschap van zijn oom prins Cyril.
Cyril en de meeste regeringsleiders werden in 1944 vermoord in een door de Sovjets gesteunde staatsgreep, hoewel Simeon aanvankelijk op de troon werd gehandhaafd. Een - volgens sommigen vervalst - referendum bepaalde in 1946 dat de monarchie diende te worden afgeschaft. De koninklijke familie weigerde echter Simeon II te laten abdiceren en ontvluchtte het land.

## Ballingschap
Simeon ging hierop met zijn zuster Maria Louisa en zijn moeder Johanna naar Alexandrië in Egypte, waar Johanna's vader in ballingschap leefde. In juli 1951 verleende de Spaanse regering hem asiel. Hij ging rechten en politieke wetenschappen studeren aan het Lycée Français te Madrid en bezocht in 1958/1959 de Valley Forge Military Academy in de Verenigde Staten. Later werd hij een succesvol zakenman.
De ex-koning, die nooit formeel troonsafstand had gedaan, bleef geïnteresseerd in Bulgarije en steunde Bulgaarse vluchtelingen.

## Familie
In 1962 trad hij in het huwelijk met de Spaanse adellijke Doña Margarita Gómez-Acebo y Cejuela (1935). Uit dit huwelijk werden vier zoons en een dochter geboren.
- Prins Kardam van Bulgarije, prins van Tirnovo (1962-2015), was 1996 getrouwd met Miriam Unigria y Lopez (1963). Zij hebben twee zoons Boris (1997) en Beltran (1999).
- Prins Kyril van Bulgarije, prins van Preslav (1964), in 1989 getrouwd met Rosario Nadal y Fuster-Puigdorfila (1968). Zij hebben twee dochters Mafalda-Cecilia (1994) en Olympia (1995) en een zoon Tassilo (2002).
- Prins Koebrat van Bulgarije, prins van Panagjoerisjte (1965), in 1993 getrouwd met Carla-Maria Royo-Villanova y Urrestarazu (1969). Zij hebben drie zoons Mirko (1995), Lucas (1997) en Tirso (2000).
- Prins Konstantin-Assen van Bulgarije, prins van Vidin (1967), in 1994 getrouwd met Maria Garcia de la Rasilla y Gortazer (1970). Zij hebben een tweeling: zoon Umberto en dochter Sophia (1999).
- Prinses Kalina van Bulgarije (1972), in 2002 getrouwd met Antonio 'Kitin' Muñoz y Valcárcel (1958). Hun eerste kind is een zoon, genaamd Simeon (14-3-2007).

## Terugkeer naar Bulgarije
Pas na de val van het communisme in 1989 trad Simeon weer in de openbaarheid. De Bulgaren beschouwden hem nu als een waarnemer op afstand die zich niet opdrong, nergens aanspraak op maakte en aansprekende dingen zei. Hij maakte zich zeer geliefd en zijn eerste bezoek aan zijn land in 1996 werd een ware triomftocht. Hij drong niet aan op herstel van de monarchie, maar gaf wel te kennen een politieke rol te willen spelen. De grote politieke partijen, die in hem een concurrent zagen, bepaalden hierop dat de president van het land er minstens vijf jaar moest wonen, daarmee Simeon uitsluitend.

## Als premier
In 2001 werd hij als leider gekozen van de nieuwe Nationale Beweging Simeon II (NDST). Tijdens de verkiezingen later dat jaar verwierf de NDST 119 van de 240 parlementszetels. Simeon werd aldus premier. Zijn partij beoogde het uitbannen van de corruptie en verbetering van de algemene levensstandaard. Onder zijn bewind trad Bulgarije in 2004 toe tot de NAVO en kwam toetreding tot de Europese Unie in zicht.
Simeon Sakskoboerggotski, premier van 2001 tot en met 2005, werd opgevolgd door Sergej Stanisjev.

## Voorouders
| Voorouders van Simeon van Saksen-Coburg en Gotha | Voorouders van Simeon van Saksen-Coburg en Gotha                                   | Voorouders van Simeon van Saksen-Coburg en Gotha                                   | Voorouders van Simeon van Saksen-Coburg en Gotha                                   | Voorouders van Simeon van Saksen-Coburg en Gotha                                   | Voorouders van Simeon van Saksen-Coburg en Gotha                              | Voorouders van Simeon van Saksen-Coburg en Gotha                              | Voorouders van Simeon van Saksen-Coburg en Gotha                              | Voorouders van Simeon van Saksen-Coburg en Gotha                              |
| ------------------------------------------------ | ---------------------------------------------------------------------------------- | ---------------------------------------------------------------------------------- | ---------------------------------------------------------------------------------- | ---------------------------------------------------------------------------------- | ----------------------------------------------------------------------------- | ----------------------------------------------------------------------------- | ----------------------------------------------------------------------------- | ----------------------------------------------------------------------------- |
| Overgrootouders                                  | August van Saksen-Coburg en Gotha (1818-1881) ∞ Clementine van Orléans (1817-1907) | August van Saksen-Coburg en Gotha (1818-1881) ∞ Clementine van Orléans (1817-1907) | Robert I van Parma (1848-1907) ∞ Maria Pia van Bourbon-Sicilië (1849-1882)         | Robert I van Parma (1848-1907) ∞ Maria Pia van Bourbon-Sicilië (1849-1882)         | Umberto I van Italië (1844-1900) ∞ Margaretha van Savoye (1851-1926)          | Umberto I van Italië (1844-1900) ∞ Margaretha van Savoye (1851-1926)          | Nicolaas I van Montenegro (1841-1921) ∞ Milena Vukotić (1847-1923)            | Nicolaas I van Montenegro (1841-1921) ∞ Milena Vukotić (1847-1923)            |
| Grootouders                                      | Ferdinand I van Bulgarije (1861-1948) ∞ Maria Louisa van Bourbon-Parma (1870-1899) | Ferdinand I van Bulgarije (1861-1948) ∞ Maria Louisa van Bourbon-Parma (1870-1899) | Ferdinand I van Bulgarije (1861-1948) ∞ Maria Louisa van Bourbon-Parma (1870-1899) | Ferdinand I van Bulgarije (1861-1948) ∞ Maria Louisa van Bourbon-Parma (1870-1899) | Victor Emanuel III van Italië (1869-1947) ∞ Helena van Montenegro (1873-1952) | Victor Emanuel III van Italië (1869-1947) ∞ Helena van Montenegro (1873-1952) | Victor Emanuel III van Italië (1869-1947) ∞ Helena van Montenegro (1873-1952) | Victor Emanuel III van Italië (1869-1947) ∞ Helena van Montenegro (1873-1952) |
| Ouders                                           | Boris III van Bulgarije (1894-1943) ∞ Johanna van Savoye (1907-2000)               | Boris III van Bulgarije (1894-1943) ∞ Johanna van Savoye (1907-2000)               | Boris III van Bulgarije (1894-1943) ∞ Johanna van Savoye (1907-2000)               | Boris III van Bulgarije (1894-1943) ∞ Johanna van Savoye (1907-2000)               | Boris III van Bulgarije (1894-1943) ∞ Johanna van Savoye (1907-2000)          | Boris III van Bulgarije (1894-1943) ∞ Johanna van Savoye (1907-2000)          | Boris III van Bulgarije (1894-1943) ∞ Johanna van Savoye (1907-2000)          | Boris III van Bulgarije (1894-1943) ∞ Johanna van Savoye (1907-2000)          |
| Simeon van Saksen-Coburg en Gotha (1937-)        |                                                                                    |                                                                                    |                                                                                    |                                                                                    |                                                                               |                                                                               |                                                                               |                                                                               |